# Zehneria madagascariensis
Zehneria madagascariensis är en gurkväxtart som beskrevs av Keraudr. Zehneria madagascariensis ingår i släktet Zehneria och familjen gurkväxter. Inga underarter finns listade i Catalogue of Life.